# 葡萄牙的伊莎貝爾
葡萄牙的伊莎貝爾（西班牙語：Isabel de Portugal，1271年1月4日—1336年7月4日），葡萄牙王后，亞拉岡國王佩德羅三世的女兒。
她一生行善，救濟貧苦，聖德昭彰。1526年教廷宣其真福，1625年5月25日教宗烏爾班八世Urban VIII宣她聖品。慶日為7月4日。

## 家庭
1282年，伊莎貝爾和葡萄牙國王迪尼什一世結婚，兩人共有1子1女：
1. 康斯坦莎（1290年—1313年）
2. 阿方索（1291年—1357年）